# L'Argilosa
L'Argilosa és un indret del terme municipal de Conca de Dalt, a l'antic terme de Toralla i Serradell, al Pallars Jussà, en territori del poble de Rivert.
Està situat al sud de Rivert, a l'extrem sud-est del Serrat del Gargallar, a la dreta del barranc de Rivert. Hi passa el Camí dels Escarruixos. Queda al nord-oest de les Costes i al nord de Sant Miquel.